# سان پیکچرز
سان پیکچرز (انگلیسی: Sun Pictures) شرکت فیلم‌سازی هندی است، که در سال ۲۰۰۰ توسط کالانیتی ماران تأسیس شد.